# Rojšín
Rojšín je malá vesnice, část obce Brloh v okrese Český Krumlov. Nachází se asi 2,5 km na jihovýchod od Brlohu. Prochází zde silnice II/143. Je zde evidováno 43 adres.
Rojšín je také název katastrálního území o rozloze 3,71 km².

## Historie
První písemná zmínka o vesnici pochází z roku 1372. Do roku 1975 byl Rojšín samostatnou obcí. Od 1.1.1976 je částí obce Brloh.

## Pamětihodnosti
- Přírodní památka Šimečkova stráň
- Kaple Svatého Kříže
- Výklenková kaplička Panny Marie

## Osobnosti
- František Kroiher (1871–1948), římskokatolický kněz a politik